# King Animal
King Animal — шостий студійний альбом американського рок-гурту Soundgarden. Вийшов 13 листопада 2012 під лейбом Universal Music Group. Це перший студійний альбом після відновлення гурту в 2010 році, і з моменту випуску Down on the Upside в 1996 році, і перший альбом групи випущений не на студії A&M Records після Ultramega OK в 1988 році. Виробництво рада розглянула групу у співпраці з давнім другом і продюсером Адамом Каспером, який продюсував альбоми Superunknown (1994) і Down on the Upside (1996), а також працював з групою Pearl Jam, Foo Fighters, Nirvana та Queens of the Stone Age.

## Опис
Soundgarden відновилися 1 січня 2010 року, про що було оголошено через Twitter вокалістом Крісом Корнеллом. Група відіграла кілька концертів (у тому числі в його рідному місті Сіетлі, та в Lollapalooza в Чикаго), і випустили ретроспективний бокс-сет Telephantasm узагальнення діяльності нової пісні — Black Rain. Ідея запису спільної колегії придумав хвилі успіху компіляції. Група почала роботу над альбомом у взимку 2011 року, про що повідомила на своєму сайті, і випустили кілька фотографій зі студії. В інтерв'ю група оголосила безіменний LP в навесні 2012 року. Нарешті, прем'єр-міністр не був відкладений до осені, так як команда оголосила в кінці серпня, дозволяючи прохід «Worse Dreams» та відео, що показує роботу над альбомом. 17 вересня випустила трейлер пластинки, в якому використовуються частини треку «A Thousand Days Before», «Black Saturday» і вокальна фраза «Rowing». Тоді також була зазначена офіційна дата релізу — 13 листопада. 27 вересня вийшов перший сингл з King Animal — Been Away Too Long. 31 жовтня Soundgarden через YouTube випустив пісню недержавним суб'єктом. 29 січня 2013 група випустила кліп зрежисований Дейвом Ґролом на наступний сингл — By Crooked Steps.

## Трек-лист
Всі тексти Кріса Корнелла, якщо не вказано інший учасник гурту.
| Nr  |  | Назва                     | Текст      | Музика                             | Тривалість |
| --- |  | ------------------------- | ---------- | ---------------------------------- | ---------- |
| 1.  |  | Been Away Too Long        |            | Кріс Корнелл, Бен Шеферд           | 3:36       |
| 2.  |  | Non-State Actor           | Кім Таїл   | Бен Шеферд                         | 3:57       |
| 3.  |  | By Crooked Steps          |            | Кім Таїл, Метт Кемерон, Бен Шеферд | 4:00       |
| 4.  |  | A Thousand Days Before    |            | Кім Таїл                           | 4:23       |
| 5.  |  | Blood on the Valley Floor |            | Кім Таїл                           | 3:48       |
| 6.  |  | Bones of Birds            |            | Кріс Корнелл                       | 4:22       |
| 7.  |  | Taree                     |            | Бен Шеферд                         | 3:38       |
| 8.  |  | Attrition                 | Бен Шеферд | Бен Шеферд                         | 2:52       |
| 9.  |  | Black Saturday            |            | Кріс Корнелл                       | 3:29       |
| 10. |  | Halfway There             |            | Кріс Корнелл                       | 3:16       |
| 11. |  | Worse Dreams              |            | Кріс Корнелл                       | 4:53       |
| 12. |  | Eyelid’s Mouth            |            | Метт Кемерон                       | 4:39       |
| 13. |  | Rowing                    |            | Бен Шеферд, Кріс Корнелл           | 5:08       |
|     |  |                           |            |                                    |            |

## Склад
- Кріс Корнелл — вокал
- Кім Таїл — гітара
- Бен Шеферд — бас, гітара
- Метт Кемерон — барабани

## Чарт
| Чарт (2012)                                          | Найвища позиція |
| ---------------------------------------------------- | --------------- |
| Австралія Australian Albums (ARIA)                   | 6               |
| Австрія Austrian Albums (Ö3 Austria)                 | 19              |
| Бельгія Belgian Albums (Ultratop Flanders)           | 43              |
| Бельгія Belgian Albums (Ultratop Wallonia)           | 46              |
| Канада Canadian Albums (Billboard)                   | 6               |
| Данія Danish Albums (Hitlisten)                      | 5               |
| Нідерланди Dutch Albums (MegaCharts)                 | 24              |
| Фінляндія Finnish Albums (Suomen virallinen lista)   | 10              |
| Франція French Albums (SNEP)                         | 67              |
| Німеччина German Albums (Media Control)              | 10              |
| Ірландія Irish Albums (IRMA)                         | 15              |
| Італія Italian Albums (FIMI)                         | 18              |
| Нова Зеландія New Zealand Albums (Recorded Music NZ) | 4               |
| Норвегія Norwegian Albums (VG-lista)                 | 13              |
| Polish Albums (ZPAV)                                 | 36              |
| Шотландія Scottish Albums (OCC)                      | 24              |
| Іспанія Spanish Albums (PROMUSICAE)                  | 22              |
| Швеція Swedish Albums (Sverigetopplistan)            | 25              |
| Швейцарія Swiss Albums (Schweizer Hitparade)         | 9               |
| Велика Британія UK Albums (OCC)                      | 21              |
| США Billboard 200                                    | 5               |
| США Top Hard Rock Albums (Billboard)                 | 1               |
| США Top Rock Albums (Billboard)                      | 2               |

| Чарт (2013)                    | Позиція |
| ------------------------------ | ------- |
| US Billboard 200               | 149     |
| US Top Rock Albums (Billboard) | 35      |